# بویدتاون (ویسکانسین)
بویدتاون (به انگلیسی: Boydtown) یک منطقهٔ مسکونی در ایالات متحده آمریکا است که در Marietta واقع شده‌است. بویدتاون ۱۹۸٫۱۲ متر بالاتر از سطح دریا واقع شده‌است.